# هاتوياما
هاتوياما  هي بلدية في اليابان، وبلدة في اليابان، تقع في سايتاما، بلغ عدد سكانها 13,881  نسمة وذلك حسب إحصائيات سنة 2018، تبلغ مساحتها 25.73 كيلومتر مربع.